# Mouvement démocratique chinois
Le Mouvement démocratique chinois (chinois simplifié : 中国民主运动 ; chinois traditionnel : 中國民主運動 ; pinyin : Zhōngguó Mínzhǔyùndòng, abrégé en Mínyùn "民运") est un mouvement politique de la Chine continentale. Le mouvement, peu organisé, est opposé à la règle du parti unique du Parti communiste chinois. Il est né durant le Printemps de Pékin en 1978 et a joué un rôle important dans les manifestations de la place Tian'anmen en 1989. Dans les années 1990, le mouvement a connu un déclin en Chine et outre-mer. Il est maintenant divisé et n'est plus considéré par les analystes comme étant une sérieuse menace contre le pouvoir du gouvernement de la république Populaire de Chine.

## Histoire
L'origine du mouvement fut la brève période de libéralisation, connue sous le nom de Printemps de Pékin, qui s'est produite après la révolution culturelle. Les documents fondateurs du mouvement sont considérés comme étant le manifeste « La cinquième modernisation » de Wei Jingsheng, qui fut condamné à 15 ans de prison pour l'avoir écrit. Dans celui-ci, Wei clama qu'il était indispensable de rendre indépendantes les forces de travail, que le Parti communiste chinois était contrôlé par des réactionnaires, et que le peuple devait se battre pour faire tomber les réactionnaires via une longue, et peut-être sanglante, bataille.
Durant les années 1980, ces idées ont crû dans les populations universitaires éduquées de la Chine continentale. En réponse à la corruption politique, aux bouleversements économiques, et au sens qui réforme dans l'Union des républiques socialistes soviétiques et dans l'Europe de l'Est laissant la Chine en retrait, sont dès lors apparues les protestations de la place Tian'amen en 1989. Ces protestations ont été lourdement réprimées par le gouvernement le 4 juin, 1989. En réponse à ces répressions un grand nombre d'organisations pro-démocratie ont été formées par les étudiants chinois à l'étranger, et il y eut une sympathie considérable pour le mouvement de la part des Occidentaux, qui ont formé le China Support Network (CSN).

## Situation actuelle
Dans les années 1990 le mouvement démocratique semblait en déclin à l'intérieur comme à l'extérieur de la Chine. Ceci est peut-être un des résultats du renforcement du contrôle du gouvernement chinois sur la liberté d'expression de son peuple, donnant ainsi une apparence de désintérêt, ou comme un résultat des réformes économiques et sociales que la Chine a entreprises dans ces années-là. Les difficultés qu'a rencontrées l'Union des républiques socialistes soviétiques dans sa transition démocratique et le capitalisme ont été utilisées pour argumenter que la position officielle de la république populaire de Chine de ralentir les réformes était une politique sage. Structurellement, des organisations de promotion de la démocratie aux États-Unis comme la China Alliance for Democracy (Alliance Chinoise pour la Démocratie), la Fédération des démocrates chinois et la Fédération indépendante des étudiants et intellectuels chinois ont souffert de dissensions internes. Beaucoup de soutien a été perdu sur le problème du statut commercial des États les plus favorisés et l'entrée de la Chine dans l'organisation mondiale du commerce qui étaient soutenus à l'intérieur comme à l'extérieur de la Chine mais 79 % des Américains (dans un sondage publié par le Business Week) ainsi que les mouvements démocratiques d'outre-mer y étaient opposés.
La censure en Chine est vraiment très importante, incluant la censure de l'internet. La nouvelle génération a des difficultés à obtenir, ou n'est pas du tout au courant de, la vérité concernant différents événements historiques qui se sont passés avant qu'ils ne soient nés.
En 2010, Li Rui signe avec d'anciens cadres du Parti une lettre ouverte dénonçant le manque de liberté d'expression en Chine. Cette lettre ouverte sera rapidement censurée. Les signataires indiquent : « Si le Parti communiste ne se réforme pas lui-même, s'il ne se transforme pas, il perdra sa vitalité et mourra de mort naturelle ».
Le 5 avril 2012, Wang Dan, Hu Ping, Wang Juntao (en), Wuer Kaixi, Wu Renhua, Xiang Xiaoji, six anciens de Tiananmen vivant en exil aux États-Unis ou à Taïwan, ont lancé un appel  publié par l’organisation Human Rights in China, demandant à Pékin de mettre fin à l'ancienne pratique interdisant à ses opposants de rentrer au pays,.

## Militantisme démocratique moderne
Beaucoup de militants pro-démocratie ont noté que la Chine a surmonté avec succès de nombreux défis auxquels elle a été confrontée lors de la transition d'une économie communiste à une économie capitaliste. Il n'y a donc plus de nécessité d'une répression politique prolongée. Ces militants revendiquent que des forces pro-démocratie ne mettraient pas la croissance économique en péril après la transition, comme l'affirme le parti communiste chinois. De plus, la présence de la démocratie aiderait à contrôler la corruption en Chine qui occasionne un gaspillage et pourrait réaliser une distribution plus équitable des ressources. Beaucoup pensent que le parti communiste chinois n'a aucune intention de renoncer au pouvoir, même si tous leurs objectifs économiques étaient atteints. Il est dit que la Chine aurait rejeté l'OMC si les conditions d'entrée avaient été liées à un changement vers une démocratie de style occidental.
Au sein de la Chine, la plupart de l'activité de protestation est exprimée dans des manifestations à issue unique, qui sont tolérées jusqu'à un certain degré par le gouvernement. Quelques-unes des idées du mouvement ont été incorporées dans la faction libérale chinoise qui tend à être d'accord avec les néoconservateurs sur le fait que la stabilité est importante, mais que la libéralisation politique est essentielle pour maintenir la stabilité.
Alors que des mouvements de citoyens chinois en colère peuvent parfois tourner à la violence, les militants pro-démocratie (comme Liu Xiaobo, Yu Jie, He Weifang, Chen Wei, Chen Xi, etc.) font généralement appel à des méthodes non-violentes pour un changement graduel du système politique, en respectant la plupart des membres de la faction libérale au sein du parti-État (tizhinei). Ainsi, ils n’appellent pas ouvertement au « renversement du parti communiste » et croient en la possibilité d'une réforme du parti-État contrairement à ce que dit le discours officiel à leur sujet.
Pour le 14e dalaï-lama, l'avènement de la démocratie en Chine est inévitable, et la communauté internationale se doit de l'accompagner, afin d'éviter les conséquences violentes qui se produiraient en l'absence de cette pression.

## Débat sur l’impossibilité de la démocratisation de la Chine
Alors que la Chine continue de s’élever sans se démocratiser, un discours est apparu suggérant que la démocratisation de la Chine pourrait être impossible à jamais.
Makoto Mogi explique les raisons pour lesquelles la démocratisation de la Chine est difficile, en abordant la géopolitique, la Le Japon à l'ère planétaire et le despotisme oriental de Karl Wittfogel dans ses vidéos YouTube et ses livres.,
De même, sur la base de l’interprétation de la Vue écologique de l’histoire, Yang Haiying déclare : « La démocratisation ne naît pas de la civilisation chinoise. »
Sekihei explique dans son livre Pourquoi la Chine ne peut pas se démocratiser même si elle le souhaite : comprendre l’essence de la “politique impériale” révèle le cœur de la Chine moderne que le peuple chinois nourrit un désir pour un empereur modéré, ce qui empêche la démocratisation.,
Tanaka Sakai indique que le déclin du mouvement de démocratisation est dû au chaos provoqué par la démocratisation et les réformes de la économie de marché en Russie, à la propagation du nationalisme, à la promotion de la culture de la société de consommation, ainsi qu’à la tolérance d’une critique limitée à la corruption sans remise en cause du système lui-même.
Il cite également l’analyse d’un groupe de réflexion australien selon laquelle « Une Chine démocratique est imprévisible », avertissant qu’à l’intérieur du pays les conflits internes augmenteraient, et qu’à l’étranger des politiciens patriotiques attisant le nationalisme apparaîtraient, représentant un danger.,
Parmi les commentateurs extérieurs au Japon, le commentateur hongkongais Chip Tsao a déclaré : « Le territoire de la Chine est vaste, comme les États-Unis, le Canada, la Russie et l’Australie, et gouverner un grand pays est difficile. De plus, les Chinois veulent émigrer aux États-Unis ou au Canada. La Chine a une culture impériale, et pour la démocratisation de la Chine, le fédéralisme est difficile ; la seule option est donc de diviser la Chine en petits pays. »
Lee Teng-hui a déclaré dans un discours au bâtiment des bureaux des parlementaires : « La République de Chine actuelle comme la République populaire de Chine ne sont que des prolongements des 5 000 ans d’histoire de la Chine, et la Chine reste un régime qui répète constamment progrès et régressions. Les 5 000 ans d’histoire de la Chine constituent une histoire reliée d’une dynastie à l’autre dans un certain espace et un certain temps ; même une nouvelle dynastie n’est qu’une extension de la précédente. »,
Dans sa théorie de la cité-État de Hong Kong, Chin Wan cite certains comportements répréhensibles de la part de certains Chinois continentaux.:43-46 De plus, il émet l’hypothèse que si la Chine venait à se démocratiser rapidement, neuf facteurs — « humiliation internationale, mentalité de victime, pression sur l’espace vital, colère liée à la perte territoriale, méfiance envers la morale internationale, société disciplinée industriellement, étroitesse d’esprit de la classe moyenne, impulsions patriotiques des grands entrepreneurs, et augmentation rapide de la productivité des entreprises conjuguée aux difficultés d’emploi des jeunes » — pourraient facilement devenir un terreau favorable à un totalitarisme semblable au nazisme.:51-52
Stephen Bannon a déclaré que la démocratisation de la Chine est factice : « Même après 4 000 ans d’histoire, rien n’a changé. De la guerre de l’opium, de la rébellion des Taiping, de la uerre sino-japonaise, de la révolte des Boxers, de la guerre civile chinoise, à la révolution culturelle, la Chine n’a pas changé. L’idée que la démocratie puisse s’enraciner en Chine rapidement est une plaisanterie. C’est absurde. »

### Comparaison avec la démocratisation du Japon, de la Corée du Sud et de Taïwan
Un penseur politique et historien, Liu Zhongjing, a comparé la démocratie et l’histoire du Japon, de la Corée du Sud et de la Chine, en déclarant ce qui suit.

« D’après lui, dans tout le cours de l’histoire mondiale, que ce soit en Europe, en Europe de l’Est, au Moyen-Orient ou en Asie de l’Est, le processus de base a toujours été le même : la constitution dite démocratique était une forme de gouvernance née du processus d’émergence de l’État-nation. Il en conclut qu’elle ne pouvait pas s’appliquer aux grands empires multiethniques et multiculturels qui existaient avant l’État-nation — et cela ne concerne pas seulement la Chine.
Elle ne s’appliquait pas à l’Empire ottoman au Moyen-Orient, ni au Saint-Empire romain germanique en Europe. En Europe, la démocratie n’a réussi qu’après la dissolution du Saint-Empire romain germanique, et au Moyen-Orient, seulement après que Mustafa Kemal Atatürk eut démantelé l’Empire ottoman. Pourquoi le Japon a-t-il pu y parvenir ? La réponse, selon lui, est que le Japon était la « Grande-Bretagne de l’Asie » et qu’il s’est retiré du système impérial.
Pourquoi la Corée du Sud a-t-elle réussi ? Bien que la Corée ait également appartenu aux empires Ming et Qing, son succès est venu après son retrait de l’ordre impérial chinois. »

Il analyse également que la République de Chine (Taïwan) et l’indépendance de Taïwan ne sont pas la même chose : la République de Chine à Taïwan est une arme politique, tandis que l’indépendance de Taïwan correspond à l’invention d’un État de type européen classique — c’est-à-dire l’émergence d’un État-nation fondé sur un nationalisme taïwanais culturel.
De plus, il affirme que le facteur derrière la démocratisation de Taïwan fut sa sortie du Grand-Unionisme sinocentrique, et que si Taïwan avait continué à fonctionner dans le cadre du sinocentrisme, la démocratisation aurait été absolument impossible.

### Démocratisation de Taïwan et difficultés de démocratisation de la Chine
Lee Teng-hui a réfléchi au processus historique de démocratisation de Taïwan tout en discutant des raisons pour lesquelles la démocratisation de la Chine est difficile. Sous l’influence de deux régimes étrangers — la longue période de domination japonaise puis le gouvernement de la République de Chine (Kuomintang) — Taïwan a développé son propre sens de l’autonomie et de l’identité. En particulier, après l’Incident du 28 février de 1947, les Taïwanais ont reconnu la nécessité d’un gouvernement autonome indépendant des régimes étrangers, ce qui a conduit à la première élection présidentielle directe de l’histoire en 1996.
Lee a souligné que, compte tenu du système de gouvernance historique de la Chine (le « Fǎtǒng »), les régimes ont traditionnellement été des extensions de l’autorité impériale fondée sur l’empereur, et qu’il existe peu d’exemples de réformes politiques réussies. Les changements institutionnels, appelés « réforme par invocation du passé » (託古改制), sont restés largement formels et n’ont pas abouti à une démocratisation substantielle. De plus, Lee a noté qu’en ce qui concerne la gouvernance du Kuomintang et du Parti communiste en Chine, bien que leurs formes et idéologies diffèrent, tous deux ont maintenu un contrôle centralisé en tant qu’autorités étrangères, rendant essentiellement tout aussi difficile pour les la population de la Chine continentale de réaliser une société démocratique autonome.
Comme l’a souligné Lu Xun, la société chinoise a une tendance culturelle qui rend difficile l’émergence de pionniers ou de réformateurs, ce qui constitue un obstacle à la démocratisation. En revanche, Taïwan a adopté le concept de « se détacher de l’ancien pour créer du nouveau » (脱古改新), rompant avec les valeurs asiatiques traditionnelles et le Fǎtǒng à la chinoise, et réussissant à construire une société en tant que nation démocratique autonome. La première vague de réformes démocratiques a permis l’effondrement du régime autoritaire, la démocratisation des branches législative et exécutive, ainsi que l’établissement d’une identité taïwanaise. Cependant, ces dernières années, les conflits partisans et les limites institutionnelles ont montré des signes de fatigue démocratique, soulignant la nécessité d’une seconde vague de réformes, impliquant des amendements constitutionnels et une clarification de la séparation des pouvoirs.